# Heinz Georg Bamberger
Heinz Georg Bamberger (* 28. Januar 1947 in Segendorf bei Neuwied) ist ein deutscher Politiker (SPD) und Jurist. Er war zudem von Mai 2006 bis Mai 2011 rheinland-pfälzischer Justizminister.

## Leben
Nach dem Abitur in Koblenz studierte Bamberger Rechtswissenschaften, Philosophie und Betriebswirtschaft an den Universitäten in Bochum, Tübingen und Bonn. Im Jahr 1970 legte er sein Erstes Juristisches Staatsexamen ab und war anschließend als Rechtsreferendar in Bonn, Bad Honnef und Koblenz tätig. 1974 absolvierte er in Koblenz die Zweite Juristische Staatsprüfung und trat im selben Jahr in den rheinland-pfälzischen Justizdienst als Richter ein. Im Mai 1977 wurde er zum Richter am Landgericht Koblenz ernannt. 1978 legte er an der Universität Bonn seine Promotion ab. Von 1982 bis 1985 war Bamberger als wissenschaftlicher Mitarbeiter zum Bundesgerichtshof abgeordnet. Im Juli 1985 wurde er in Koblenz zum Richter am Oberlandesgericht ernannt. Von 1988 bis 1990 war er als Referent in das Ministerium der Justiz in Mainz abgeordnet. Im Juni 1990 wurde Bamberger Vorsitzender Richter am Oberlandesgericht Koblenz. Im Anschluss war er für ein Jahr an den politisch beratenden Ausschuss (Arbeitsgruppe Justiz) zur Bildung des Landes Thüringen abgeordnet, bevor er im Justizministerium Thüringens als Zentralabteilungsleiter und Vorsitzender des Richterwahlausschusses tätig war. Im November 1992 wurde er Präsident am Landgericht Frankenthal/Pfalz, im Januar 1995 wurde Bamberger Präsident des Oberlandesgerichts Koblenz. Am 18. Mai 2006 berief Ministerpräsident Kurt Beck Heinz Georg Bamberger als Justizminister in sein Kabinett (Kabinett Beck IV).
Bamberger ist verheiratet und Vater zweier Söhne.

## Die „Verfassungsbruchaffäre“
Zu seinen  Aufgaben als Justizminister gehörten u. a. die Vorbereitung und Organisation der Wahl seines Nachfolgers als Präsident des Oberlandesgerichts Koblenz. Die lange Dauer des Verfahrens wurde in der regionalen Presse kritisiert. In seinem Beschluss vom 24. September 2007 stellte das Bundesverfassungsgericht fest, der Minister habe mit der Ernennung des derzeitigen OLG-Präsidenten am 22. Juni 2007 insoweit gegen die von der Verfassung (Art. 33 Abs. 2 i. V. m. Art. 19 Abs. 4 GG) geschützten Rechte eines anderen Bewerbers um diese Stelle verstoßen, als er nicht die Entscheidung des Bundesverfassungsgerichts abgewartet habe. Mit dem Beschluss verwies das Gericht den Mitbewerber auf den Rechtsweg. In erster Instanz hat das Verwaltungsgericht Koblenz die Klage des Mitbewerbers am 1. Juli 2008 abgewiesen. Auch im Berufungsverfahren vor dem OVG Rheinland-Pfalz scheiterte der Mitbewerber. Das Bundesverwaltungsgericht gab mit Urteil vom 4. November 2010 der in den diesen beiden Vorinstanzen erfolglosen Klage statt. Es hob die Ernennung des Präsidenten des Oberlandesgerichts mit Wirkung ab Zustellung des Urteils auf und verpflichtete das Land Rheinland-Pfalz, das Amt des Präsidenten des Oberlandesgerichts aufgrund eines neuen Auswahlverfahrens zu vergeben. Die Opposition scheiterte mit einem Misstrauensvotum am 17. November 2010 und einer Ministeranklage am 16. Februar 2011 gegen den Minister an der Mehrheit im Landtag.

## Veröffentlichungen (Auswahl)
- (mit Herbert Roth, Wolfgang Hau, Roman Poseck) Bürgerliches Gesetzbuch Kommentar. C.H.BECK, München, ISBN 978-3-406-70300-3.
- (mit Kai-Oliver Knops, Gerrit Hölzle) Zivilrecht im Wandel – Festschrift für Peter Derleder zum 75. Geburtstag. Springer, Berlin 2015, ISBN 978-3-662-45872-3.
- (mit Peter Derleder, Kai-Oliver Knops) Deutsches und europäisches Bank- und Kapitalmarktrecht., 3. Aufl. 2017, Springer, Berlin 2017, ISBN 978-3-642-45050-1.
- (mit Kai-Oliver Knops, Georg Maier-Reimer) Recht der Sanierungsfinanzierung. Springer, Berlin 2005, ISBN 978-3-540-24365-6.